# Gypaetinae
I Gipetini (Gypaetinae Bonaparte, 1831) sono una sottofamiglia di uccelli della famiglia degli Accipitridi.

## Distribuzione e habitat
Tutte e cinque le specie di Gipetini sono presenti sul territorio africano, ma il loro areale varia grandemente da una specie all'altra. Le due specie di sparviero serpentario (Polyboroides) sono presenti in Africa e Madagascar. L'avvoltoio delle palme (Gypohierax angolensis) vive esclusivamente nell'Africa subsahariana. L'avvoltoio barbuto (Gypaetus barbatus) occupa un vasto areale comprendente Pirenei, Corsica, Grecia, Turchia, Asia centrale, Africa orientale e meridionale. Il capovaccaio (Neophron percnopterus) è presente in una fascia di territorio estesa dall'Europa meridionale all'India, nonché in Africa del Nord e Africa subsahariana.

## Tassonomia
Questa sottofamiglia comprende 4 generi e 5 specie:
- Genere Polyboroides A. Smith, 1829
  - Polyboroides typus A. Smith, 1829 - sparviero serpentario africano;
  - Polyboroides radiatus (Scopoli, 1786) - sparviero serpentario del Madagascar.
- Genere Gypohierax Rüppell, 1836
  - Gypohierax angolensis (J. F. Gmelin, 1788) - avvoltoio delle palme.
- Genere Gypaetus Storr, 1784
  - Gypaetus barbatus (Linnaeus, 1758) - avvoltoio barbuto.
- Genere Neophron Savigny, 1809
  - Neophron percnopterus (Linnaeus, 1758) - capovaccaio.

Alla sottofamiglia, istituita negli ultimi anni a seguito delle più recenti ricerche genetiche, sono ascritte specie precedentemente assegnate ad altri gruppi tassonomici. Le due specie di Polyboroides, infatti, venivano classificate nella sottofamiglia ormai obsoleta dei Circini (Circinae), assieme ai generi Circus e Geranospiza, mentre le restanti tre specie erano poste in un altro gruppo considerato obsoleto, gli Egipini (Aegypinae), assieme alle altre specie di avvoltoi del Vecchio Mondo.